# Eenheidsworst

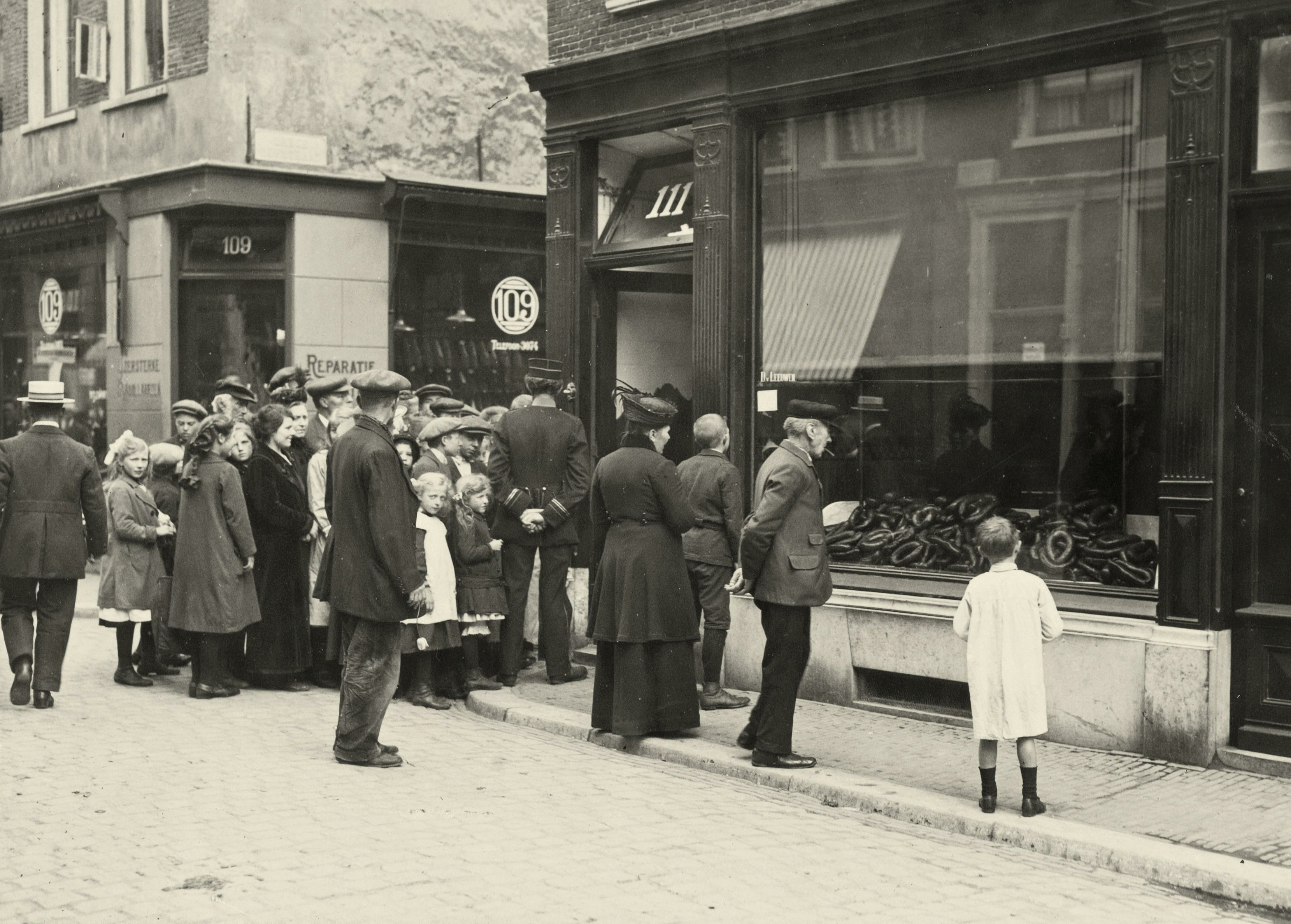
Eenheidsworst verkoop in Nederland (1918)

Eenheidsworst was worst die een op overheidsvoorschrift vastgestelde samenstelling en prijs kende. In onder andere Duitsland en Nederland heeft eenheidsworst bestaan. De worsten stonden bekend om hun slechte kwaliteit.

## Duitsland
Einheitswurst ontstond in november 1916 in Berlijn. Goedkope en duurdere stukken vlees mochten vanwege de in de Eerste Wereldoorlog opgetreden schaarste niet meer afzonderlijk worden verkocht maar werden onherkenbaar dooreen gemengd tot een product dat voor iedereen gelijk was en waarvoor een maximumprijs gold. 

## Nederland
Het Duitse concept werd in april 1918 in Nederland overgenomen op initiatief van minister Folkert Posthuma. Voedsel was schaars, de regering besloot daarom voor vlees een distributiesysteem in te voeren. Slagers moesten al het beschikbare vlees door de gehaktmolen draaien. Op die manier kreeg iedereen hetzelfde. De eenheidsworst was net als het regeringsbrood op de bon. Het weekrantsoen was bepaald op 100 gram per Nederlander en de prijs op 25 cent. Eenheidsworst was niet bijzonder lekker maar vanwege de voedselschaarste wel erg gewild.
Al kort na de introductie van eenheidsworst in Nederland verschenen er grappige liedjes over dit fenomeen. Een van die liedjes had de volgende tekst: "Koeien, Varkens, Schaap en Geiten, Konijn en Duif, ja, Kip en Haan. Komen allen weer te zamen, Zoals Noê ze op zijn Ark had staan. Maar nou in eenen lange darm. Komt die familie bij elkaar. Zij zitten daar wel iets te warm, In zoo’n Eenheidsworst te gaar."

## Modern taalgebruik
De term 'eenheidsworst' is in het Nederlands een aanduiding geworden voor iets wat door zijn volkomen uniformiteit als niet erg aantrekkelijk wordt gezien.